# Anastasiia Sobolieva
Anastasiia Kostyantynivna Sobolieva (Dnipró, 23 de abril de 2004) es una tenista ucraniana.

## Carrera
Sabolieva tuvo su debut en el WTA Tour en el Torneo de Cluj-Napoca 2023, pero perdió en primera ronda contra Ana Bogdan. En 2024 disputó el 125 de Bastad y perdió en primera ronda contra Katarzyna Kawa. Jugó el 250 de Praga, donde cayó en primera ronda contra Eva Lys. Participó en el 125 de Liubliana, donde derrotó a Ela Nala Milić en primera ronda, pero perdió contra Nuria Brancaccio en la segunda ronda.
En 2025 se clasificó para su primer Grand Slam en Roland Garros.